# SAY YOUR DREAM
「SAY YOUR DREAM」（セイ ユア ドリーム）は、日本のロックバンド、GLAYの通算40作目のシングル。2009年3月4日にリリースされた。

## 解説
- 前作から約半年ぶりのシングルであり、15周年記念第1弾である。
- 2曲目に収録されている「SAY YOUR DREAM」は、GLAYとして初めての10分以上の長作となっている。なお、彼らのシングルの表題曲としては最も演奏時間が長い。
- 初回限定盤は『DREAM BOX』と名づけられており、ミュージック・ビデオなどのフル視聴ができるプレミアムサイトへのアクセス・キー付きとなっている。前々作のシングル「VERB」以来のDVD付となっており、さらに20ページのブックレット付きとなっている。
- 「THE MEANING OF LIFE」の後に、隠しトラックとしてライブ音源が収録されており、品番TOCT-22296Aに「BE WITH YOU」、TOCT-22296Bに「ROCK'N'ROLL SWINDLE」、TOCT-22296Cに「GONE WITH THE WIND」が収録されている。
- なお品番はディスクの反射層内側に表記され、外見で区別がつかないようになっており、開封するまでどの曲が収録されているかはわからない。

## 収録曲

### CD
1. chronos
  - 作曲・編曲：HISASHI

インストゥルメンタルであり、「SAY YOUR DREAM」のイントロ的な曲で、PVにも使用されている。
2. SAY YOUR DREAM
  - 作詞・作曲：TAKURO / 編曲：GLAY & 佐久間正英

13分にわたる超大作。TAKUROは完成までに8年かかったという。テレビでの演奏は4月3日のNHK『トップランナー』のみで、コーラス隊をつけたスペシャルバージョンで披露された。
3. 春までは
  - 作詞・作曲：TAKURO / 編曲：GLAY, 永井 誠一郎 & 佐久間正英

トヨタ自動車「プリウス」CMソング。
3月6日生放送のテレビ朝日系の『ミュージックステーション』及びTBS系の『COUNTDOWN TV』でTAKUROはギターを使わずピアノを弾いた。
4. SAY YOUR DREAM (Instrumental)
5. 春までは (Instrumental)
6. THE MEANING OF LIFE
オフスプリングのカバー曲。

### DVD （初回限定盤のみ）
- 『VERB TOUR FINAL』のカウントダウンLIVEの中から2曲（「ACID HEAD」、「VERB」）
- LIVE直前・直後のドキュメント映像

## 収録アルバム
chronos
- rare collectives vol.4

SAY YOUR DREAM
- THE GREAT VACATION VOL.1 〜SUPER BEST OF GLAY〜
- REVIEW II -BEST OF GLAY-
- DRIVE 1993〜2009 -GLAY complete BEST

春までは
- THE GREAT VACATION VOL.1 〜SUPER BEST OF GLAY〜
- rare collectives vol.4

THE MEANING OF LIFE
- rare collectives vol.4